# Severna Azija
Séverna Ázija je regija Azije. Po navadi prištevamo pod to regijo celotno Rusijo vzhodno od Urala, ki je meja z Evropo, posebej pa Sibirijo. Nekatere definicije prištevajo k Severni Aziji še Mongolijo oz. jo izključujejo ali dodajajo različne obmejne predele s Sibirijo.

## Geografija
Severno Azijo oblivajo Baltsko, Karsko, Laptevsko, Vzhodnosibirsko, Beringovo in Ohotsko morje. Vanje se iztegujejo Tajmir, Jamal, Gidanski polotok in Kamčatka, večji otoki v njih pa so Nova zemlja in Novosibirski otoki.
Večja nižavja so Prikaspijsko, Zahodno- in Severnosibirsko nižavje. Prekinjajo jih gorovja - Kamčatsko, Korjaško, Kolimsko, Čersko, Verhojansko in Stanovojsko gorovje ter Moma, Suntar-Hajata in Ural. Najpomembnejši reki sta Ob in Volga, pa tudi Jenisej (njen pritok napaja Bajkalsko jezero), Lena in Amur. 

### Podnebje in rastje
Podnebje je celinsko, od vzhoda do zahoda padavine padajo. Ker ni večjih gorovij, površje ne preprečuje pretok hladnega zraka iz Arktičnega območja. Severneje je podnebje subpolarno, tu uspeva tajga oz. je površje stepsko. Na skrajnem severu je podnebje polarno, vladata večni sneg in led. Srednje- in Zahodnosibirsko višavje sta najhladnejši stalno poseljeni območji na svetu.

## Demografija
V severni Aziji živi okoli 120 narodov. Močno prevladuje pravoslavna vera. Tu po ocenah živi 40 milijonov Rusov in Ukrajincev. Največja avtohtona manjšina so Burjati z okrog 450.000 pripadniki.

## Gospodarstvo
Nafto in zemeljski plin črpajo v Zahodnosibirskem nižavju; regija je tudi bogata z rudami (cink, srebro). Pridelujejo predvsem žita, pšenico, ječmen, rž, koruzo. Od živinoreje prevladujeta govedoreja in prašičjereja. Sadjarstvo je razvito ob črnem morju, kjer pridelujejo sadje za vso Rusijo.